# 布兰科·杜里奇
布兰科·杜里奇（西里爾字母：Бранко Ђурић，2005年2月10日—），塞尔维亚男子网球运动员。

## 个人生活
他出生自蒙特內哥羅的布德瓦，11岁时他搬到贝尔格莱德继续他的职业生涯。他是冈特·布雷斯尼克学院（Gunter Bresnik academy）的学员，由其父亲内纳德·尤里奇 (Nenad Đjurić) 亲自执教。

## 职业生涯

### 青少年时期
他成为从黑山出生的第2位参加青少年大满贯比赛的网球运动员。他在2023年温布尔登网球锦标赛青少年比赛中搭档法国人阿蒂尔·热亚一起在上进入决赛。他获得了2023年ITF世界网球巡回赛青少年组决赛的参赛资格。

### 成年时期
2024年11月，他获得了参加2024年贝尔格莱德网球公开赛单打资格赛的外卡，在资格赛中战胜了法国人卢卡·帕夫洛维奇和阿根廷人蒂亚戈·阿古斯丁·蒂兰特，获得了参加ATP巡回赛正赛首秀的资格。他还获得了参加贝尔格莱德站的双打外卡，与同胞马尔科·马克西莫维奇搭档一起参赛。